# TOML
TOMLは、設定ファイルのフォーマットの1種である。「ミニマル」であることを目指した明確な構文を採用することで、読みやすいフォーマットとなるように作られた。TOMLの設定項目は、ディクショナリ構造に明確にマッピングされるように設計されている。
"TOML"という名称は、"Tom's Obvious, Minimal Language"のアクロニムである。Tomとは、作者のトム・プレストン・ワーナー (英語: Tom Preston-Werner) を指す。
バージョン1.0に達するまでは不安定な仕様であると著者によってフラグが立てられているにもかかわらず、TOMLは多数のソフトウェアプロジェクトで採用されており、多数のプログラミング言語で実装されている。
TOMLは.INIファイルの構文を踏襲しているが、より形式的な仕様が定義されている。

## 構文
TOMLの構文は、大部分がキーと値の組 (key = "value")、[テーブル名]、# コメントの3種類からなる。
サポート対象のデータ型が規定されている。サポートする型は、文字列型、整数型、浮動小数点数型、ブーリアン型、日付型、配列型、テーブル型である。

### 例
```
# これはTOMLのドキュメントです。

title
 
=
 
"TOMLの例"

[owner]

name
 
=
 
"Tom Preston-Werner"

dob
 
=
 
1979-05-27T07:32:00-08:00
 
# 日付型

[database]

server
 
=
 
"192.168.1.1"

ports
 
=
 
[
 
8001
,
 
8001
,
 
8002
 
]

connection_max
 
=
 
5000

enabled
 
=
 
true

[servers]

  
# インデント（タブおよび/またはスペース）が使用できるが、必須ではない。

  
[servers.alpha]

  
ip
 
=
 
"10.0.0.1"

  
dc
 
=
 
"eqdc10"

  
[servers.beta]

  
ip
 
=
 
"10.0.0.2"

  
dc
 
=
 
"eqdc10"

[clients]

data
 
=
 
[
 
[
"gamma"
,
 
"delta"
],
 
[
1
,
 
2
]
 
]

# 配列の中では改行が使用できる。

hosts
 
=
 
[

  
"alpha"
,

  
"omega"

]

```